# Liste von Mühlen an der Saale
$Die Liste von Mühlen an der Saale gibt eine Übersicht über die historischen Wassermühlen am Oberlauf der Saale bis Rudolstadt und an den Zuflüssen unabhängig davon, ob sie noch existieren oder bereits verfallen und abgerissen sind. Es wurden über 80 Mühlenstandorte erfasst. Viele Mühlen existieren nicht mehr, einige sind umgebaut und dienen anderen Zwecken.

## Legende
- Bild: zeigt ein Bild der Mühle und gegebenenfalls einen Link zu weiteren Fotos.
- Bezeichnung: Name der Mühle.
- Lage: Ortsteil bzw. Gemarkung sowie Straßenname und Hausnummer. Der Link Karte führt zur Kartendarstellung.
- Datierung: gibt das Jahr der Fertigstellung oder den Zeitraum der Errichtung an.
- Beschreibung: Angabe baulicher und geschichtlicher Einzelheiten, von Denkmaleigenschaften sowie ehemaligen Besitzern oder Bewohnern der Mühle.
- ID: Mühlen, die unter Denkmalschutz stehen, werden hier mit „DS“ gekennzeichnet. Zusätzlich kann hier die ID-Nr. des Thüringischen Landesamts für Denkmalpflege angegeben werden (jedoch sind aktuell keine ID-Nr. veröffentlicht) oder die Akten-Nr. des Bayerischen Landesamt für Denkmalpflege eingetragen werden. Ein ggf. vorhandenes Icon  führt zu den Angaben des Kulturdenkmals bei Wikidata. Anmerkung: DS = unter Denkmalschutz.

## Liste von Mühlen an der Saale
Die Liste ist entsprechend der örtlichen Lage am Oberlauf der Saale von der Quelle bis Rudolstadt gegliedert.
| Bild                           | Bezeichnung                             | Lage                                               | Datierung    | Beschreibung | ID                |
| ------------------------------ | --------------------------------------- | -------------------------------------------------- | ------------ | --- | ----------------- |
| BW                             | Dietelmühle Zell                        | Zell im Fichtelgebirge, Vorderer Steinbühl (Karte) | um 1800      | ehem. Schneide- und Mahlmühle Zell, erbaut um 1800, der Saalequelle am nächsten gelegen. |                   |
| weitere Bilder Fotos hochladen | Rohrmühle Sparneck                      | Sparneck (Karte)                                   |              | ehem. Rohrmühle Sparneck |                   |
| weitere Bilder Fotos hochladen | Saalmühle Sparneck                      | Sparneck (Karte)                                   | 1687/1835    | ehem. Saalmühle, urspr. Sägemühle, dann Mahlmühle, Antrieb mit zwei oberschlächtigen Wasserrädern von 4 m Durchmesser, bis 1964 in Betrieb |                   |
| BW                             | Seulbitzer Mühle                        | Seulbitz (Karte)                                   |              | ehem. Seulbitzer Mühle, Mahl- und Schneidemühle, in den 1950er Jahren stillgelegt |                   |
| weitere Bilder Fotos hochladen | Lohmühle Weißdorf                       | Weißdorf (Karte)                                   |              | ehem. Lohmühle Weißdorf |                   |
| BW                             | Mühle Schwarzenbach                     | Schwarzenbach an der Saale, Fleischgasse (Karte)   |              | ehem. Mühle Schwarzenbach |                   |
| Fotos hochladen                | Mühle Fattigau                          | Fattigau, Hauptstraße 1 (Karte)                    | 1784         | ehem. Mühle Fattigau; zweigeschossiger Krüppelwalmdachbau, Fachwerkobergeschoss | DS D-4-75-158-7   |
| BW                             | Mühle Oberkotzau                        | Oberkotzau, Mühlstraße 6 (Karte)                   |              | ehem. Mühle Oberkotzau |                   |
| Fotos hochladen                | Moschendorfer Mühle                     | Moschendorf, Oberkotzauer Straße 95 (Karte)        |              | ehem. Moschendorfer Mühle (auch Moschenmühle); langgestreckter zweigeschossiger Krüppelwalmdachbau und Mühlwerk über dem Mühlkanal der Saale, erstes Viertel 19. Jahrhundert.                                                                        | DS D-4-64-000-226 |
| Fotos hochladen                | Papiermühle Moschendorf                 | Moschendorf, Oberkotzauer Straße 1 (Karte)         | 1830         | ehem. Papiermühle Wunnerlich in Moschendorf, Papierfabrik, von 1878 bis 1957 Porzellanfabrik Moschendorf (PM Bavaria), 1977 abgerissen, genaue Lage unklar                                                                                           |                   |
| BW                             | Staudenmühle Hof                        | Hof (Saale), Holzwiesenweg (Karte)                 |              | ehem. Staudenmühle Hof, unklar |                   |
| Fotos hochladen                | Obere Mühle                             | Hof (Saale), Mühlstraße 17 (Karte)                 |              | ehem. Obere Mühle oder Christelmühle Hof |                   |
| Fotos hochladen                | Mühle Unterkotzau                       | Unterkotzau, Am Saaleufer 5 (Karte)                | Ende 18. Jh. | ehem. Mühle Unterkotzau; langgestreckter zweigeschossiger Walmdachbau mit erhöhtem Erdgeschoss und Fachwerkobergeschoss, jetzt Wohnhaus | DS D-4-64-000-236 |
| BW                             | Papiermühle Brunnenthal                 | Brunnenthal, Fabrikstraße (Karte)                  |              | ehem. Papiermühle Brunnenthal am Göstrabach, jetzt Papierfabrik Carl Macher GmbH |                   |
| weitere Bilder Fotos hochladen | Fattigsmühle                            | Töpen, Isaar 34 (Karte)                            | 1677         | ehem. Fattigsmühle; breitgelagerter zweigeschossiger Satteldachbau, Fachwerkobergeschoss, Giebel verschiefert | DS D-4-75-181-5   |
| Fotos hochladen                | Weißenbachmühle                         | Weißenbachmühle (Berg) (Karte)                     |              | ehem. Weißenbachmühle am Weißenbach |                   |
| Fotos hochladen                | Kuhmühle Untertiefengrün                | Untertiefengrün, Mühlberg (Karte)                  |              | ehem. Kuhmühle Untertiefengrün, bekannt als Grenzcafé Kuhmühle |                   |
| weitere Bilder Fotos hochladen | Blumenaumühle                           | Eisenbühl, Blumenaumühle (Karte)                   |              | ehem. Blumenaumühle |                   |
| weitere Bilder Fotos hochladen | Papierfabrik Blankenberg                | Blankenberg (Karte)                                |              | ehem. Papierfabrik Blankenberg, urspr. Schlosshammer oder Katzenhammer Blankenberg |                   |
| Fotos hochladen                | Selbitzmühle                            | Lichtenberg (Karte)                                |              | ehem. Selbitzmühle an der Selbitz |                   |
| weitere Bilder Fotos hochladen | Papiermühle Blankenstein                | Blankenstein (Karte)                               |              | ehem. Papiermühle Blankenstein, jetzt Zellstoff- und Papierfabrik Rosenthal |                   |
| BW                             | Saalmühle Harra                         | Harra (Karte)                                      |              | ehem. Saalmühle Harra, abgerissen, im Stauraum der Bleilochtalsperre, genaue Lage unklar |                   |
| BW                             | Lemnitzhammer                           | Rosenthal am Rennsteig, OT Lemnitzhammer (Karte)   |              | ehem. Lemnitzhammer, im Stauraum der Bleilochtalsperre, genaue Lage unklar |                   |
| BW                             | Motschenmühle                           | Bad Lobenstein (Karte)                             |              | ehem. Motschenmühle, abgerissen, im Stauraum der Bleilochtalsperre, genaue Lage unklar |                   |
| BW                             | Spaniershammer                          | Mühlberg (Karte)                                   |              | ehem. Spaniershammer, abgerissen, im Stauraum der Bleilochtalsperre, genaue Lage unklar |                   |
| BW                             | Pollersreuther Hammer                   | Saaldorf (Karte)                                   |              | ehem. Pollersreuther Hammer, abgerissen, im Stauraum der Bleilochtalsperre, genaue Lage unklar |                   |
| BW                             | Rohmühle                                | Saaldorf (Karte)                                   |              | ehem. Rohmühle, abgerissen, im Stauraum der Bleilochtalsperre, genaue Lage unklar |                   |
| BW                             | Herrnmühle Saalburg                     | Saalburg (Karte)                                   |              | ehem. Herrnmühle Saalburg, abgerissen, im Stauraum der Bleilochtalsperre, genaue Lage unklar |                   |
| BW                             | Klostermühle                            | Kloster (Karte)                                    |              | ehem. Klostermühle, abgerissen, im Stauraum der Bleilochtalsperre, genaue Lage unklar |                   |
| Fotos hochladen                | Burgkhammer Burgk                       | Burgkhammer (Karte)                                |              | ehem. Burgkhammer Burgk |                   |
| BW                             | Bretmühle Walsburg                      | Eßbach, Walsburg 10 (Karte)                        |              | ehem. Bretmühle Walsburg, jetzt Gaststätte Fuchsbau |                   |
| BW                             | Ziegenrücker Papiermühle                | Ziegenrück, Lobensteiner Straße 17 (Karte)         | 1874         | ehem. Ziegenrücker Papiermühle, Pappen- und Kartonagenwerk Ziegenrück |                   |
| weitere Bilder Fotos hochladen | Fernmühle Ziegenrück                    | Ziegenrück, Lobensteiner Straße 6 (Karte)          |              | ehem. Fernmühle Ziegenrück (urspr. Obermühle), Mahl-, Schneide- und Ölmühle, jetzt Wasserkraftmuseum | DS                |
| BW                             | Nähermühle Ziegenrück                   | Ziegenrück, Mühlstraße 3 (Karte)                   |              | ehem. Nähermühle Ziegenrück, Mahl-, Schneide- und Ölmühle, 1985 stillgelegt | DS                |
| BW                             | Hammerwerk Ludwigshütte                 | Ziegenrück (Karte)                                 |              | ehem. Mühle und bis 1873 Eisenhammerwerk Ludwigshütte, bis 1928 Holzschleiferei, 1936 abgerissen |                   |
| Fotos hochladen                | Conrod-Kraftwerk                        | Ziegenrück (Karte)                                 | 1918         | ehem. Conrod-Kraftwerk, seit den 1940er Jahren außer Betrieb | DS                |
| weitere Bilder Fotos hochladen | Linkenmühle                             | Paska (Karte)                                      |              | ehem. Linkenmühle am linken Saaleufer, ab 1901 Genossenschaftsmühle, im Stauraum der Talsperre Hohenwarte, genaue Lage unklar, in den 1940er Jahren wurde weiter oberhalb am rechten Saaleufer die neue Linkenmühle errichtet (Koordinaten: 50.60629 |                   |
| BW                             | Hakenmühle                              | Gössitz (Karte)                                    |              | ehem. Hakenmühle, später Sägewerk, 1937 abgerissen, genaue Lage unklar, im Stauraum der Talsperre Hohenwarte |                   |
| BW                             | Hopfenmühle                             | Drognitz (Karte)                                   |              | ehem. Hopfenmühle, Mahl-, Schneide- und Lohmühle, 1937 abgerissen, genaue Lage unklar, im Stauraum der Talsperre Hohenwarte |                   |
| BW                             | Portenschmiede                          | Wilhelmsdorf (Saale) (Karte)                       |              | ehem. Portenschmiede, urspr. ein Hammerwerk, ab 1770 Mahl- und Schneidemühle, danach Papiermühle, 1937 abgerissen, genaue Lage unklar, im Stauraum der Talsperre Hohenwarte                                                                          |                   |
| BW                             | Saalmühle Saalthal                      | Saalthal (Karte)                                   |              | ehem. Saalmühle Saalthal-Alter, 1937 abgerissen, genaue Lage unklar, im Stauraum der Talsperre Hohenwarte |                   |
| BW                             | Lothramühle                             | Reitzengeschwenda, Lothramühle 38 (Karte)          |              | ehem. Lothramühle, jetzt Pension |                   |
| BW                             | Alte Mühle Hohenwarte                   | Hohenwarte (Karte)                                 |              | ehem. Alte Mühle Hohenwarte, abgerissen, genaue Lage unklar, im Stauraum der Talsperre Eichicht |                   |
| BW                             | Kartonfabrik Hohenwarte                 | Hohenwarte (Karte)                                 |              | ehem. Kartonfabrik Hohenwarte, urspr. ein Eisenhammer, ab 1654 Mahl-, Schneide- und Ölmühle, von 1905 bis 1962 Kartonfabrik Grosch & Zitkow, abgerissen (wüst), genaue Lage unklar                                                                   |                   |
| BW                             | Saalmühle Kaulsdorf                     | Kaulsdorf, Saalmühle (Karte)                       |              | ehem. Saalmühle Kaulsdorf, Mahl-, Graupen-, Öl-, Säge- und Lohmühle, 1942 abgebrannt, neues Sägewerk von 1942 bis Ende der 1950er Jahre in Betrieb, Abriss 2008, jetzt Holzhandel                                                                    |                   |
| BW                             | Bachmühle Kaulsdorf                     | Kaulsdorf, Lastweg 4 (Karte)                       |              | ehem. Bachmühle Kaulsdorf am Wutschenbach |                   |
| BW                             | Fischersdorfer Mühle                    | Fischersdorf (Karte)                               |              | ehem. Fischersdorfer Mühle, Getreide-, Schneide- und Ölmühle, von 1928 bis 1964 Holzschleiferei, später abgerissen, genaue Lage unklar |                   |
| BW                             | Weischwitzer Mühle                      | Weischwitz (Karte)                                 |              | ehem. Weischwitzer Mühle am Lindichsbach |                   |
| Fotos hochladen                | Hüthersches Mühlgut Reschwitz           | Reschwitz 67-69 (Karte)                            |              | ehem. Hüthersches Mühlgut Reschwitz, Mahl- und Schneidemühle, ab 1922 mit dem neuen Mauxion-Kraftwerk | DS                |
| weitere Bilder Fotos hochladen | Neumühle Saalfeld                       | Saalfeld/Saale, Neumühle 3 (Karte)                 |              | ehem. Neumühle Saalfeld, Mahl-, Schneide- und Ölmühle, ab 1900 von der Schokoladenfabrik Mauxion genutzt | DS                |
| weitere Bilder Fotos hochladen | Mauxion-Schokoladenfabrik Saalfeld      | Saalfeld, Neumühle 1 (Karte)                       | 1923–29      | Mauxion-Schokoladenfabrik an der Neumühle, jetzt Fa. Stollwerck | DS                |
| BW                             | Obermühle Saalfeld                      | Saalfeld (Karte)                                   |              | ehem. Obermühle Saalfeld, Schneidemühle, jetzt Holzhandel |                   |
| BW                             | Schmelzhütte Saalfeld                   | Saalfeld, Hüttenstraße (Karte)                     |              | ehem. Schmelzhütte Saalfeld, Saigerhütte an der Lache, ab 1866 Farbenfabrik, abgerissen, genaue Lage unklar |                   |
| BW                             | Altsaalfelder Mühle oder Strenzelsmühle | Saalfeld, Pößnecker Straße 26 (Karte)              |              | ehem. Altsaalfelder Mühle oder Strenzelsmühle, ab 1848 Farbenfabrik, jetzt Maschinenfabrik CDK, genaue Lage unklar |                   |
| BW                             | Walkmühle Saalfeld                      | Saalfeld, Pößnecker Straße 28 (Karte)              |              | ehem. Walkmühle Saalfeld, abgerissen, genaue Lage unklar |                   |
| BW                             | Mittelmühle Saalfeld                    | Saalfeld (Karte)                                   |              | ehem. Mittelmühle Saalfeld bis Ende des 19. Jh., 1930 nach Brand wiederaufgebaut, 1962 abgerissen, genaue Lage unklar |                   |
| BW                             | Niedermühle Saalfeld                    | Saalfeld (Karte)                                   |              | ehem. Niedermühle Saalfeld, abgerissen, genaue Lage unklar |                   |
| BW                             | Göritzmühle Saalfeld                    | Saalfeld, Florian-Geyer-Straße (Karte)             |              | ehem. Göritzmühle Saalfeld, Mahl-, Schneide- und Walkmühle bis 1895 in Betrieb |                   |
| Fotos hochladen                | Nestlermühle Schwarza                   | Schwarza, Schwarzburger Straße 57 (Karte)          | 1886         | Nestlermühle Schwarza, derzeit mit Mühlenbetrieb und Bäckerei, unter Denkmalschutz | DS                |
| BW                             | Saalekraftwerk Rudolstadt-Unterpreilipp | Unterpreilipp (Karte)                              |              | ehem. Saalekraftwerk Unterpreilipp |                   |
| BW                             | Mühle Volkstedt                         | Volkstedt, Am Mühlgraben (Karte)                   |              | ehem. Mühle Volkstedt, abgerissen, genaue Lage unklar |                   |
| Fotos hochladen                | Mittelmühle Rudolstadt                  | Rudolstadt, Debrastraße 3 (Karte)                  |              | ehem. Mittelmühle Rudolstadt im Rinnetal, bis 1956 in Betrieb |                   |
| weitere Bilder Fotos hochladen | Untermühle Rudolstadt                   | Rudolstadt, Mühlgasse 17 (Karte)                   |              | ehem. Untermühle Rudolstadt im Rinnetal |                   |

## Liste von Mühlen an den Zuflüssen der Saale
Die Liste ist entsprechend der örtlichen Lage am Flusslauf von der Quelle zur Mündung gegliedert.
| Mühlen im Loquitztal           |                                    |                                               |      | |                  |
| Fotos hochladen                | Schiefermühle Lehesten             | Lehesten (Karte)                              |      | ehem. Schiefermühle Lehesten, urspr. Eisenhammer, am Aubach, wegen der Grenzlage zu Bayern 1953 abgerissen (wüst), genaue Lage unklar |                  |
| BW                             | Teichmühle Lehesten                | Lehesten (Karte)                              |      | ehem. Teichmühle Lehesten, Lohmühle am Aubach, wegen der Grenzlage zu Bayern 1953 abgerissen (wüst), genaue Lage unklar |                  |
| BW                             | Klimpermühle Lehesten              | Lehesten (Karte)                              |      | ehem. Klimpermühle Lehesten, wegen der Grenzlage zu Bayern 1953 abgerissen (wüst), genaue Lage unklar |                  |
| BW                             | Alte Mühle Lehesten                | Lehesten (Karte)                              |      | ehem. Alte Mühle Lehesten, wegen der Grenzlage zu Bayern 1953 abgerissen (wüst), genaue Lage unklar |                  |
| BW                             | Papiermühle Lehesten               | Lehesten (Karte)                              | 1658 | ehem. Papiermühle Lehesten, bis um 1920 in Betrieb, wegen der Grenzlage zu Bayern 1953 abgerissen (wüst), genaue Lage unklar |                  |
| Fotos hochladen                | Leinenmühle oder Lauenhainer Mühle | Ludwigsstadt, Kronacher Straße 42 (Karte)     | 1851 | ehem. Leinenmühle oder Lauenhainer Mühle am Haßbach, Mahl-, Schneid-, Loh- und Ölmühle, später Gasthaus; zweigeschossiger, verschieferter Halbwalmdachbau. | DS D-4-76-152-37 |
| Fotos hochladen                | Sägemühle Oberneuhüttendorf        | Oberneuhüttendorf, Hammerweg (Karte)          |      | ehem. Sägemühle Oberneuhüttendorf, urspr. ein Eisenhammer |                  |
| Fotos hochladen                | Fischbachsmühle                    | Lauenstein, Am Fischbach 2 (Karte)            | 1808 | ehem. Fischbachsmühle, Mahl- und Ölmühle bis 1958, ab 1965 Pralinen-Manufaktur |                  |
| weitere Bilder Fotos hochladen | Steinbachsmühle                    | Steinbach an der Haide 63 (Karte)             | 1868 | ehem. Steinbachsmühle am Steinbach; Mühlengehöft, zweigeschossiges, verschiefertes Wohnhaus mit flachem Krüppelwalmdach, bezeichnet mit „1868“, mit Mühle (westlich) und Scheuer (östlich) zusammengebaut.                                                                    | DS D-4-76-152-46 |
| weitere Bilder Fotos hochladen | Falkensteiner Mühle                | Steinbach an der Haide 66 (Karte)             | 1855 | ehem. Falkensteiner Mühle (Villa Falkenstein), urspr. Eisenhammerwerk, ab 1875 Mahl- und Schneidemühle, bis 1934 in Betrieb, später Brauerei und Ausflugslokal; ehemalige Waldgaststätte mit Biergarten, erdgeschossiger Satteldachbau mit Kniestock, Fachwerk, im Kern 1855. | DS D-4-76-152-44 |
| BW                             | Mühle Probstzella                  | Probstzella, Mühlleite / Am Bahndamm (Karte)  |      | ehem. Mühle Probstzella, genaue Lage unklar |                  |
| Fotos hochladen                | Eisenhammer Marktgölitz            | Marktgölitz, Gabe Gottes 59 (Karte)           |      | ehem. Eisenhammer „Gabe Gottes“ Marktgölitz, später Brauerei | DS               |
| Fotos hochladen                | Schaderthaler Mühle                | Schaderthal, An der B85 (Karte)               |      | ehem. Schaderthaler Mühle | DS               |
| BW                             | Saigerhütte Hockeroda              | Hockeroda 12a (Karte)                         |      | ehem. Saigerhütte Hockeroda zur Kupfergewinnung, später Eisenhütte, jetzt Gaststätte |                  |
| weitere Bilder Fotos hochladen | Eichichter Loquitzmühle            | Eichicht, Schloßstrasse 42 (Karte)            |      | ehem. Eichichter Loquitzmühle, Mahl- und Schrotmühle, Schneidemühle bis 1909, danach Klein-Wasserkraftwerk |                  |
| Mühlen im Sormitztal           |                                    |                                               |      | |                  |
| BW                             | Langwassermühle                    | Neundorf (Karte)                              |      | ehem. Langwassermühle am Langwasserbach |                  |
| BW                             | Pulvermühle Wurzbach               | Wurzbach (Karte)                              |      | ehem. Pulvermühle am Langwasserbach |                  |
| weitere Bilder Fotos hochladen | Knauermühle Wurzbach               | Wurzbach (Karte)                              |      | ehem. Knauermühle am Oßlabach |                  |
| BW                             | Heinrichshütte Wurzbach            | Wurzbach, Leutenberger Straße (Karte)         |      | ehem. Heinrichshütte, Eisenhüttenwerk, jetzt technisches Museum |                  |
| BW                             | Bärenmühle Wurzbach                | Wurzbach (Karte)                              |      | ehem. Bärenmühle Heinersdorf, abgerissen (wüst) |                  |
| BW                             | Klettigshammer                     | Wurzbach, Klettigshammer (Karte)              |      | ehem. Klettigshammer, vermutlich ein Eisenhammer, genaue Lage unklar |                  |
| weitere Bilder Fotos hochladen | Klettigsmühle                      | Wurzbach, Klettigshammer (Karte)              |      | ehem. Klettigsmühle |                  |
| Fotos hochladen                | Zschachenmühle                     | Thierbach (Karte)                             |      | ehem. Zschachenmühle, abgerissen |                  |
| BW                             | Drahtmühle                         | Gahma (Karte)                                 |      | ehem. Drahtmühle |                  |
| BW                             | Neumühle                           | Gahma (Karte)                                 |      | ehem. Neumühle |                  |
| BW                             | Hansmühle                          | Weitisberga (Karte)                           |      | ehem. Hansmühle, abgerissen, genaue Lage unklar |                  |
| BW                             | Grubersmühle                       | Gahma (Karte)                                 |      | ehem. Grubersmühle |                  |
| Fotos hochladen                | Mühle Schmiedebach                 | Schmiedebach 47 (Karte)                       |      | ehem. Mühle Schmiedebach an der Kleinen Sormitz | DS               |
| BW                             | Lichtentanner Mühle                | Lichtentanne, Lichtentanner Mühle 1-2 (Karte) |      | ehem. Lichtentanner Mühle an der Kleinen Sormitz, jetzt Sägewerk |                  |
| BW                             | Sägemühle Leutenberg               | Leutenberg (Karte)                            |      | ehem. Sägemühle Leutenberg |                  |
| BW                             | Lohmühle Leutenberg                | Leutenberg Hauptstraße 37 (Karte)             |      | ehem. Lohmühle Leutenberg, später Tuchfabrik, abgerissen, genaue Lage unklar |                  |
| BW                             | Stadtmühle Leutenberg              | Leutenberg, Hauptstraße 37 (Karte)            |      | ehem. Stadtmühle Leutenberg am Mühlgraben |                  |
| Fotos hochladen                | Untere Mühle Leutenberg            | Leutenberg, Bahnhofstraße 2 (Karte)           |      | ehem. Untere Mühle Leutenberg, Mahl- und Schneidemühle, bis 1968 als Sägewerk in Betrieb |                  |
| BW                             | Papiermühle Leutenberg             | Leutenberg, Saalfelder Straße 35a (Karte)     | 1665 | ehem. Papiermühle Leutenberg, später Pappenfabrik, bis in die 1940er Jahre in Betrieb |                  |
| BW                             | Sägemühle Hockeroda                | Hockeroda (Karte)                             |      | ehem. Sägemühle Hockeroda, später Sägewerk |                  |